# Stade Julio-Humberto-Grondona
Le stade Julio-Humberto-Grondona, est un stade de football inauguré en 1964 et situé à Sarandí en Argentine. Il accueille les matchs à domicile du club d'Arsenal de Sarandí, évoluant en première division.

## Histoire
Le stade est inauguré le 22 août 1964, son propriétaire est le club Arsenal Fútbol Club. Le stade avait une capacité de 5 900 places. Avec la montée du club en première division en 2002, le stade a été rénové complètement, car lors d'un match une tribune s'est effondrée sous le poids des spectateurs. Le nouveau stade est inauguré le 7 août 2004.